# Amalia Bernabé
Amalia Bernabé (Buenos Aires, Argentina, 28 de abril de 1895-íd, 10 de septiembre de 1983) fue una actriz argentina de extensa trayectoria en cine, teatro y televisión.

## Actividad profesional
Inició su carrera artística en el teatro en 1914 cuando debutó junto a Roberto Casaux, con quien realizó una serie de obras como El movimiento continuo, Las curas milagrosas y La botica de enfrente. Posteriormente integró varias compañías como las de Enrique Muiño-Elías Alippi y Enrique Santos Discépolo.
Su primer papel cinematográfico lo obtuvo con más de cuarenta años en Los muchachos de antes no usaban gomina (1937), dirigida por Manuel Romero. A partir de ese momento, se convirtió en una de las actrices de reparto más solicitadas durante las siguientes décadas. Durante la etapa inicial de su carrera, se destacó particularmente en Gente bien (1939). Secundó a figuras relevantes como Florencio Parravicini, Tita Merello, Semillita, Sabina Olmos, Mecha Ortiz y Susana Campos.
A lo largo de la década de 1940, intervino en los elencos de filmes destacados como Historia de una mala mujer (1948) de Luis Saslavsky, La Rubia Mireya (1948) de Manuel Romero y Juan Globo (1949) de Luis César Amadori. A comienzos de los años de 1950, se lució en el papel de gobernanta en El abuelo aunque su trabajo más destacado en cine ocurrió en Rosaura a las diez, donde interpretó a la señorita Eufrasia Morales. Personificó habitualmente roles de tono cómico de solteronas, mucamas, institutrices, vecinas o tías. Continuó realizando cine prácticamente hasta su muerte cuando filmó ¿Somos? en 1982 bajo la dirección de Carlos Hugo Christensen. Para ese momento contaba con más de cuarenta películas en su haber.
En teatro, intervino en el espectáculo inaugural del Teatro General San Martín, Más de un siglo en el teatro argentino (1961) —integrado por fragmentos de obras de autores argentinos— y en una de las comedias musicales de mayor éxito en Argentina, Si Eva se hubiese vestido (1944), con Gloria Guzmán y Enrique Serrano. También participó de Mi prima está loca en el Teatro Nacional Cervantes, La cantina que faltaba (1957), Mi suegra es una fiera (1952), Whisky, crimen y strip-tease (1966) con Eloísa Cañizares y Matrimonio sin cama (1967) en el Teatro Empire.
Hacia el final de su vida, se enfocó en el medio televisivo y adquirió popularidad por su rol de abuela en el ciclo La nena. Su último trabajo televisivo lo realizó en Aquí vienen los Manfredi en 1981. Bernabé falleció de un síncope cardíaco a la edad de 88 años en 1983 y sus restos fueron inhumados en el panteón de actores del cementerio de la Chacarita.

## Filmografía
Los muchachos de antes no usaban gomina (1937)
Tres anclados en París (1938)
Cantando llegó el amor (1938)
La chismosa (1938)
Gente bien (1939)
Encadenado (1940)
La carga de los valientes (1940)
Historia de crímenes (1940)
Casi un sueño (1943)
Éramos seis (1945)
Siete para un secreto (1947)
Historia de una mala mujer (1947)
La rubia Mireya (1948)
Corrientes... calle de ensueños! (1948)
Juan Globo (1949)
Don Juan Tenorio (1949)
Los millones de Semillita (inédita, 1950)
Valentina (1950)
Una viuda casi alegre (1950)
¡Qué hermanita! (1951)
Cuidado con las mujeres (1951)
La calle junto a la luna (1951)
El honorable inquilino (1951)
La bestia debe morir (1952)
El abuelo (1954)
La delatora (1955)
Canario rojo (1955)
Hay que bañar al nene (1958)
Sección desaparecidos (1958)
Rosaura a las diez (1958)
El secuestrador (1958)
Chafalonías (1960)
La industria del matrimonio (1964)
De profesión sospechosos (1966)
Una máscara para Ana (1966)
En mi casa mando yo (1968)
Destino para dos (1968)
El bulín (1969)
Blum (1969)
Los muchachos de mi barrio (1970)
Los caballeros de la cama redonda (1973)
El gordo de América (1975)
El casamiento de Laucha (1977)
La fiesta de todos (1979)
¿Somos? (1982)

## Televisión
"Yo soy porteño" (1982). (Canal 13).
"Aquí llegan los Manfredi" (1980-1982). (Canal 13) Como: Doña Marta.
"Un día 32 en San Telmo" (1980).(Canal 9). Como:Emiliana.
"Profesión, ama de casa" (1979-1980). (Canal 9) Como: Catalina.
"Somos nosotros".(1979).(Canal 9) Como: Doña Amalia.
"Aventura 77".(1977). (Canal 9).
"Estancia Las Batarazas" (1976).(Canal 13) Como: Doña Martita.
"Crónica de un gran amor" (1976). (Canal 9) Como: Madre de Fanny.
"Cachilo" (1975). (Canal 11).
"No hace falta quererte" (1975).(Canal 9) Como: Angélica.
"Narciso Ibañez Menta Presenta": La pesadilla. (1974).(Canal 11). Como: La vieja.
"El teatro de Jorge Salcedo. (1974). (Canal 11)
"El ascenso". (1974). Canal 9.
"Fernanda, Martín y nadie más" (1974).Como: Amaranta (Canal 9).
"Platea siete". Varios Personajes.(1973) (Canal 7)
"Pobre diabla" (1973)
" Y perdonanos nuestras deudas..." Como: Flora. (1973) (Canal 13).
"Malevo" (1972-1974). (Canal 9) Como: Margarita
"El pastito" (1972)
"Historias de nosedonde" (1971). (Canal 13). Como: Doña Patrocinio
"Historias de mamá y papá": La familia hoy duerme en casa. (1971/73).(Canal 9) Como: Brígida.
"Esto es teatro". Con Dario Vittori. (1970). (Canal 13).
"Su comedia favorita": No me niegues tu amor. (1970) (Canal 9).
"Viernes de Pacheco".(1970/73).(Canal 9) Varios unitarios.
"La señora Ana luce sus medallas".(1967) protagonizado por Mecha Ortíz. (Espectacular en canal 13) Como: Doña Bárbara.
"Las tres caras de Malvina" (1967) (Canal 13) Como: La madre.
"El flequillo de Balá". (1966-1967). (Canal 13). Personaje de sketch.
"Teatro como en el teatro" (1966). (Canal 11)
"La nena" (1965). (Canal 13).
"Los chicos crecen" (1965). (Canal 11.
"Mi querido sobrino" (1964). (Canal 13).
"Son cosas de esta vida". (1964). (Canal 13). Como: Marina.
"Altanera Evangelina Garret" (1962) Teatro Palmolive del aire.(Canal 13)
"Felipe" (1961). (Canal 13). Varios perrsonajes.
"Obras maestras del terror" (1960). (Canal 9).